# Black metal dépressif
Ne doit pas être confondu avec Black doom ou Dark ambient.
Pour les articles homonymes, voir DBM et SBM.
Le black metal dépressif, aussi désigné sous les termes de depressive black metal (DBM), suicidal black metal (SBM) ou depressive suicidal black metal (DSBM) désigne un sous-genre de black metal, ayant émergé à la fin des années 1990. Au cours des années 2000, le genre devient internationalement connu, mais aussi controversé.

## Histoire

### Précurseurs

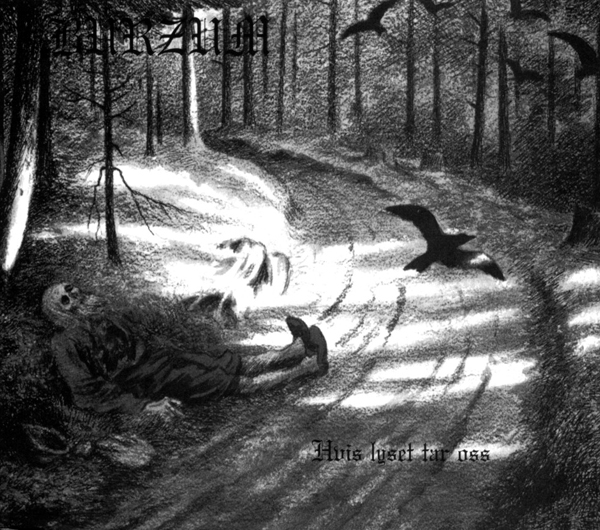
L'album Hvis lyset tar oss de Burzum est l'un des importants précurseurs du genre DSBM.

La presse et les ouvrages spécialisés reconnaissent des groupes tels que Burzum, Manes, Strid et Bethlehem comme principaux précurseurs du black metal dépressif. Burzum est considéré comme le groupe ayant initié le genre. Le style musical de leur premier album éponyme, se caractérise par « un rythme plus lent, qui fait écho aux cris, aux rythmes simples, et à des morceaux de guitare qui se propageront dans la scène black metal dépressif », se distinguant du black metal d'une même génération. Wolf-Rüdiger Mühlmann, du magazine allemand Rock Hard considère le troisième album du groupe, Hvis lyset tar oss, comme un « pionnier (involontaire) du soi-disant suicidal black metal. » Selon le journaliste, photographe et auteur Dayal Patterson, Burzum doivent « leur parcours historique [...] notamment au talent inégalé du seul auteur-compositeur Varg Vikernes, à la tristesse et au désir de s'en sortir. » Les premiers représentants de genre comme Nortt, Shining et Silencer confirment s'être directement inspirés de Burzum et Hvis lyset tar oss. Nortt parle d'une « fondation musicale directe. ». Burzum a également une influence centrale sur le style de Shining.
Le guitariste Andreas « Leere » Casado, de Silencer, dit s'être également inspiré de Hvis lyset tar oss  pour son jeu de guitare.
Le groupe Manes est également cité par Patterson comme un précurseur influent du DSBM. Il décrit la première démo du groupe, Maanens Natt, comme « un voyage profondément atmosphérique à travers les nuits froides du nord [...] des arpèges mélancoliques appariés à des rythmes pressants/ponctués. » Ajouté à cela l'utilisation de morceaux au synthétiseur et des morceaux vocaux à mi-chemin entre le discours solennel et l'accord guttural. L'atmosphère ainsi générée inspire les différents composants du DSBM. Kvarforth et Scott « Malefic » Conner de Xasthur rejoindront Manes pour d'autres enregistrements en tant qu'invités. Kvarforth met en particulier l'accent sur l'émotion humaine dans le style de Shining.
Patterson considère aussi Strid, un autre groupe norvégien moins connu, comme un autre précurseur du DSBM. Leur démo End of Life, sortie en 1994, et l'EP éponyme, Strid, sortis chez Malicious Records, offrent « des innovations méthodologiques et thématiques qui établiront des bases du DSBM. »
Le groupe de dark metal allemand Bethlehem est considéré comme le véritable pionnier du genre par des magazines musicaux comme Decibel. Selon Albert Mudrian, les premiers albums du groupe ont été les « catalyseurs du développement d'un genre [de DBM] plus indépendant, qui a rejeté plusieurs des caractéristiques associés au black metal, et [qui] a mené vers de nouveaux horizons. » Le label du groupe, Prophecy Productions, est uniquement fondé et spécialisé dans le black metal dépressif. Selon Patterson, le groupe semblait déjà « effrayant, tourmenté et profondément enraciné. ». Bethlehem, qui refusera dès le début d'être catégorisé black metal, et qui a également popularisé le terme de dark metal, fait usage d'autres thèmes que le contenu habituel du black metal comme le satanisme, la haine, ou la nature. Bethleem utilise « la contemplation intérieure. »

### Débuts et popularité

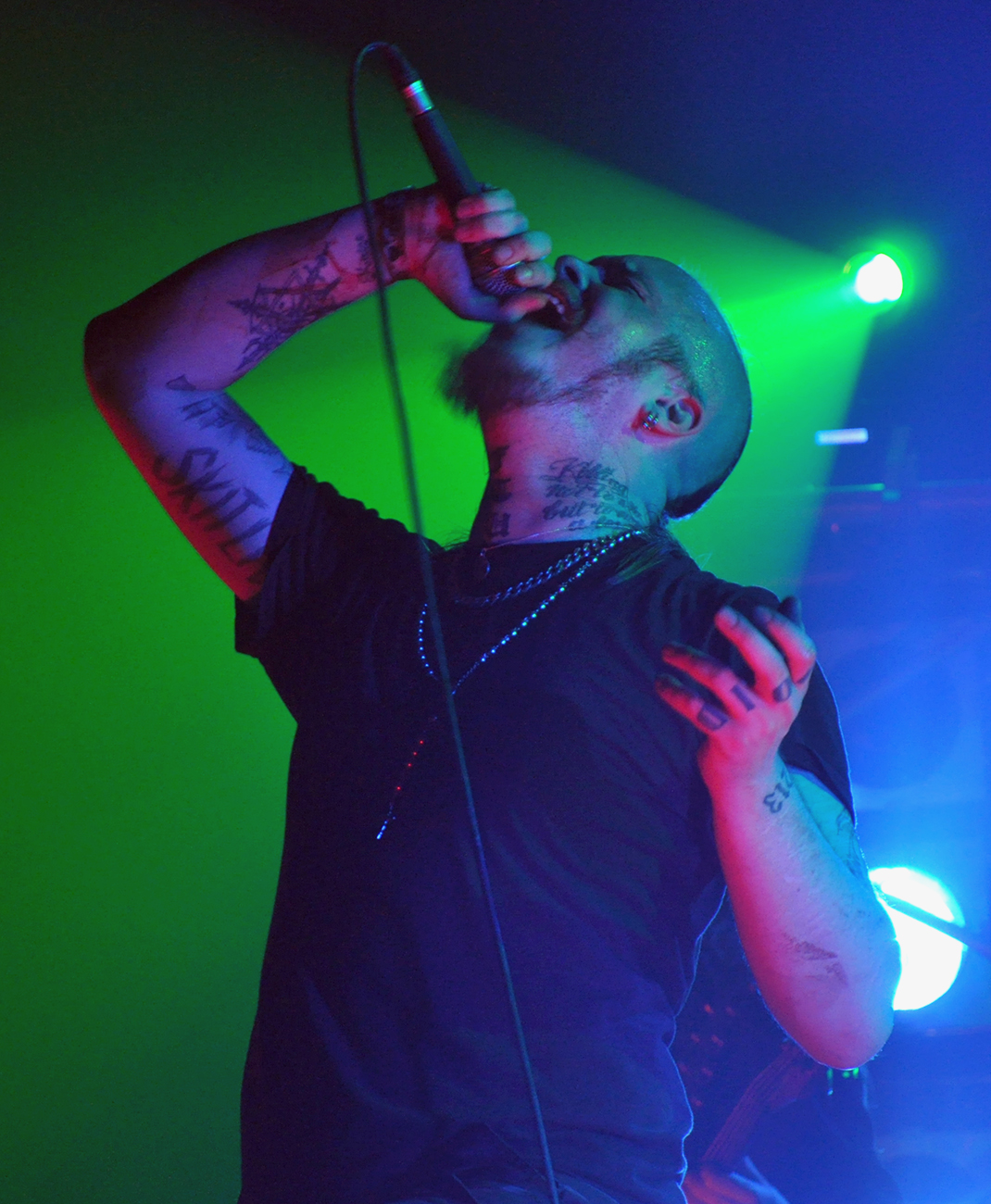
Kvarforth avec Shining en 2012.

À partir de la seconde moitié des années 1990, différents artistes et groupes émergent, et attribuent leur style et idéologie générées par le black metal à des textes suicidaires ou dépressifs.
Le groupe canadien Malvery et le groupe suédois Silencer sont parmi les premiers qui se sont principalement tournés vers l'aspect suicidaire et dépressif du black metal. Les deux groupes font usage de textes traitant de l'automutilation, du suicide et de la dépression. Musicalement parlant, ils diffèrent nettement. Alors que Malvery est plus orienté sur le jeu de guitares et de percussions death metal, Silencer s'oriente plus vers le black metal avec utilisation occasionnelle de guitares et de pianos clairs. Pour Metalstorm, les morceaux vocaux des deux groupes sont « uniques » et « révolutionnaires ». 
Nattramn de Silencer souligne l'importance du cri, et Amer LeChâtier de Malvery l'importance de la souffrance et de la tourmente. LeChâtier se suicidera en 1999. Le premier album de Malvery, Mortal Entrenchment in Requiem, est publié en sa mémoire. Nattramn, selon les rumeurs, aurait fui l'hôpital psychiatrique après la sortie du premier album de Silencer, Death - Pierce Me, en 2001, et aurait supposément commis un meurtre,,. D'autres rumeurs font surface concernant la conception de l'album. Une photo montre Nattramn supposé en sang avec un masque et des bandages inégaux sur les mains, à partir desquelles des pieds de porc dépassent. S'appuyant sur cette image, Nattramn se serait « torturé [...] et [aurait] finalement amputé ses mains pour les échanger avec des pieds de porc. » Patterson considère Silencer comme « l'une des premières formations DSBM modernes », largement indépendante grâce aux rumeurs entourant le chanteur, et lui attribue un rôle important dans la création et la conception du sous-genre.
Désormais devenu l'un des groupes les plus populaires du genre, Shining publie son premier album, I - Within Deep Dark Chambers. Le développement musical de Shining est étroitement lié à celui de Silencer.

## Groupes notables
- Shining (Suède)[18]
- Silencer (Suède)[19]
- Xasthur (États-Unis)[20]
- Lifelover (Suède)[21]
- Leviathan (États-Unis)[22]
- Bethlehem (Allemagne)
- Strid (Norvège)[23]
- Gris (Québec)[24]
- Malvery (Québec)[25]
- Nocturnal Depression (France)[26]
- Lurker of Chalice (États-Unis)[27]
- Totalselfhatred (Finlande)[28]
- Make a Change...Kill Yourself (Danemark)[29]
- Nortt (Danemark)[30]
- Trist (République Tchèque)[31]
- Joyless (Norvège)
- Psychonaut 4 (Géorgie)
- Happy Days (États-Unis)
- Hordous (France)
- None (États-Unis)
- Suicidal Madness (France)
- Austere (Australie)
- Veil (États-Unis)
- Hypokondri (Suède)
- Thy Light (Brésil)
- Abyssic Hate (Australia)
- Moonworshipper (France)